# Дорога романики

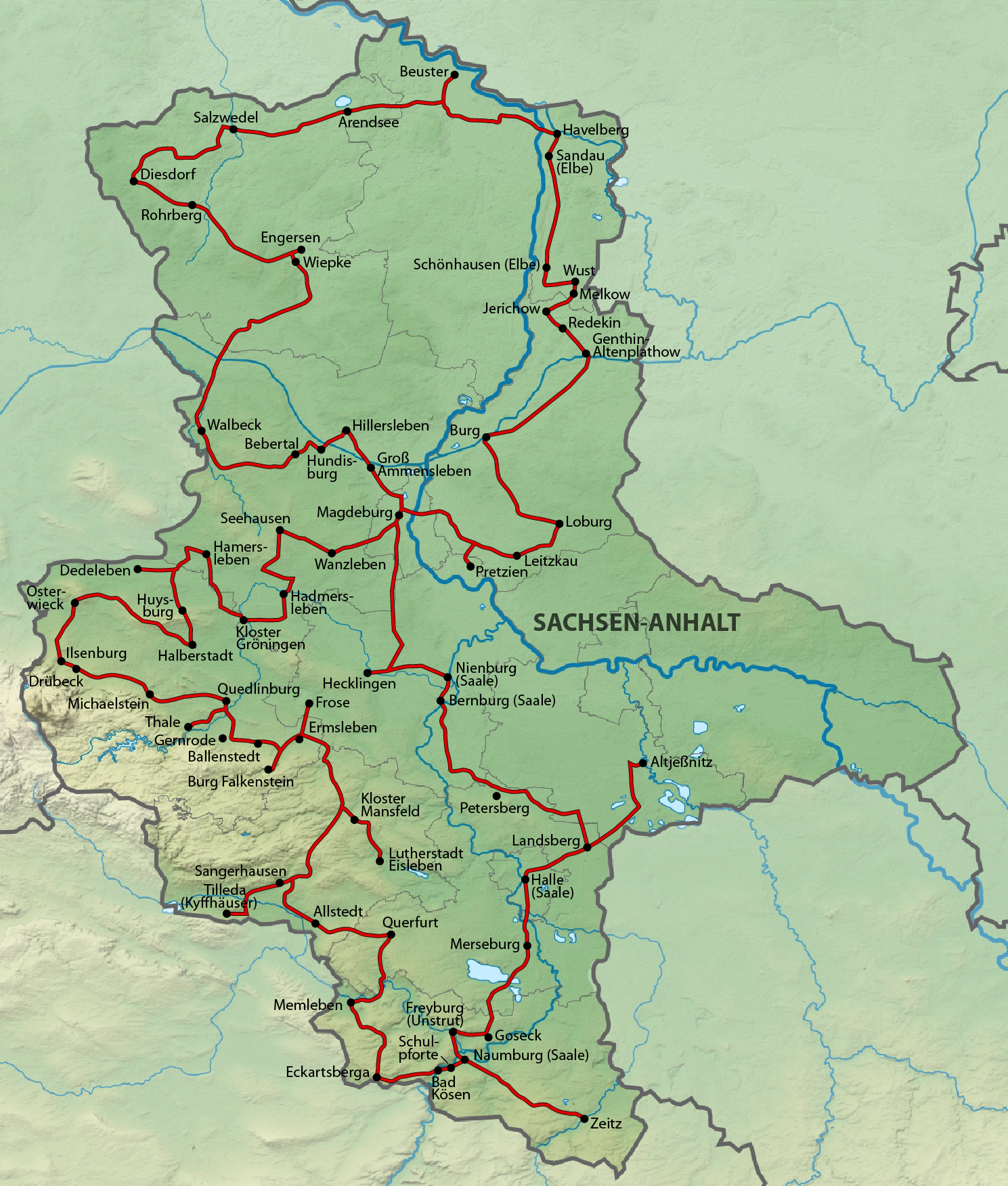
Общая карта маршрута

Дорога романики (нем. Straße der Romanik) — разработанный в 1991—1993 годах туристский маршрут в немецкой федеральной земле Саксония-Анхальт, объединяющий важнейшие памятники романской архитектуры и искусства на территории данной федеральной земли. Является составной частью трансъевропейского культурно-туристкого маршрута Трансроманика, проходящего через Германию (Саксония-Анхальт и Тюрингия), Италию (Модена, Парма, Феррара), Австрию (Каринтия) и Словению.
Маршрут общей протяжённостью порядка 1200 км образует своего рода большую «восьмёрку» с центром в столице федеральной земли Магдебурге и объединяет церкви, соборы, монастыри и замки периода X—XIII веков.

## Основные достопримечательности маршрута

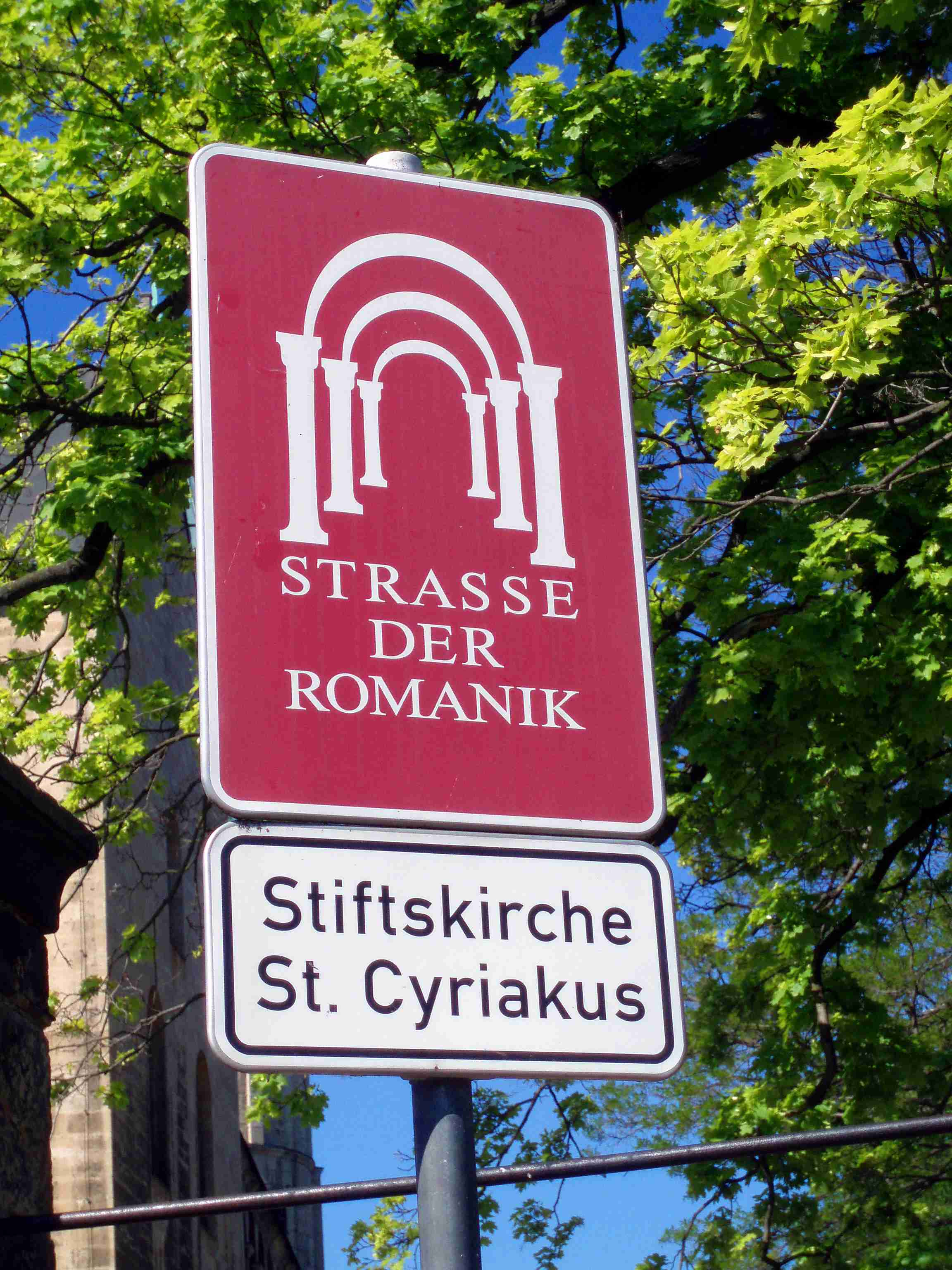
Логотип «Дороги романики» в Гернроде

### Северный участок
- Магдебург: кафедральный собор, монастырь Девы Марии, церковь св. Петра, церковь св. Себастьяна
- Гросс Амменслебен: бенедиктинский монастырь
- Хиллерслебен: бенедиктинский женский монастырь
- Хундисбург: руины церкви Нордхаузен
- Беберталь: кладбищенская часовня
- Вальбек: коллегиальная церковь Девы Марии, надгробие графа Лотаря II в церкви св. Михаила
- Випке: деревенская церковь
- Энгерзен: деревенская церковь
- Рорберг: деревенская церковь
- Дисдорф: монастырь
- Зальцведель: церковь св. Лаврентия
- Арендзе: бенедиктинский монастырь
- Бойстер: церковь св. Николая
- Зеехаузен: церковь св. Петра
- Хафельберг: собор Девы Марии
- Зандау: церковь Святого Лаврентия и Святого Николая
- Шёнхаузен: церковь Девы Марии и Святого Виллиброрда
- Вуст: деревенская церковь
- Мельков: деревенская церковь
- Йерихов: комплекс премонстрантского капитула, городская церковь
- Редекин: деревенская церковь
- Альтенплатов: надгробная плита в городской церкви
- Бург: церковь Девы Марии, церковь св. Николая
- Лобург: руины городской церкви
- Лейцкау: монастырская церковь Девы Марии, церковь св. Петра
- Претцин: церковь Святого Фомы

### Южный участок
- Ванцлебен: замок Ванцлебен
- Зехаузен: церковь Святого Павла
- Хадмерслебен: монастырь Хадмерслебен
- Грёнинген: монастырская церковь Святого Вита
- Хамерслебен (Ам-Гросен-Брух): комплекс августинского капитула
- Деделебен: замок на воде
- Гуйсбург: монастырь Гуйсбург
- Хальберштадт: кафедральный собор и его сокровищница, церковь Девы Марии
- Остервик: церковь Святого Стефана
- Ильзенбург: бенедиктинский монастырь
- Дрюбек: бенедиктинский монастырь
- Вернигероде: церковь Святого Иоанна
- Бланкенбург: цистерцианский монастырь
- Кведлинбург: коллегиальная церковь Кведлинбургского аббатства, церковь св. Вигберта, фрагменты церкви Девы Марии
- Тале: монастырь канонисс
- Гернроде: церковь св. Кириака
- Балленштедт: бенедиктинский монастырь
- Фалькенштайн: замок Фалькенштайн
- Эрмслебен: замок Конрадсбург
- Фрозе: коллегиальная церковь Святого Кириака
- Клостермансфельд: городская церковь
- Лютерштадт-Айслебен: цистерцианский монастырь Гельфта
- Зеебург: замок Зеебург (с 2017 года временно исключено из-за недоступности объекта для посетителей)
- Зангерхаузен: церковь Святого Ульриха
- Тилледа (часть нынешнего города Кельбра): пфальц Тилледа
- Альштедт: замок Альштедт
- Кверфурт: замок Кверфурт
- Мюхельн: церковь Архангела Михаила
- Мемлебен: руины одноимённого монастыря
- Бад-Бибра: церковь Святой Маргариты
- Эккартсберга: замок Эккартсбург
- Бад-Кёзен: романский дом, замок Заалек, замок Рудельсбург
- Шульпфорта: цистерцианский монастырь Пфорта (лат. Sanctae Mariae ad Portam)
- Наумбург: кафедральный собор, здание курии, церковь Святой Луции
- Фрайбург: замок Нойенбург, церковь Девы Марии, церковь монастыря Шейплиц
- Гозек: замок Гозек
- Шёнбург: замок Шёнбург
- Цайц: городской собор
- Мерзебург: кафедральный собор, церковь св. Фомы
- Галле: замок Гибихенштайн, церковь св. Николая
- Ландсберг: двойная капелла св. Круция
- Петерсберг: монастырь Петерсберг
- Альтесниц: деревенская церковь
- Бернбург: деревенская церковь Святого Стефана в пригороде Вальдау, замок Бернбург
- Нинбург: монастырская церковь Святой Марии и Святого Киприана
- Хеклинген: монастырская церковь Святого Георгия и Святого Панкратия

## Галерея

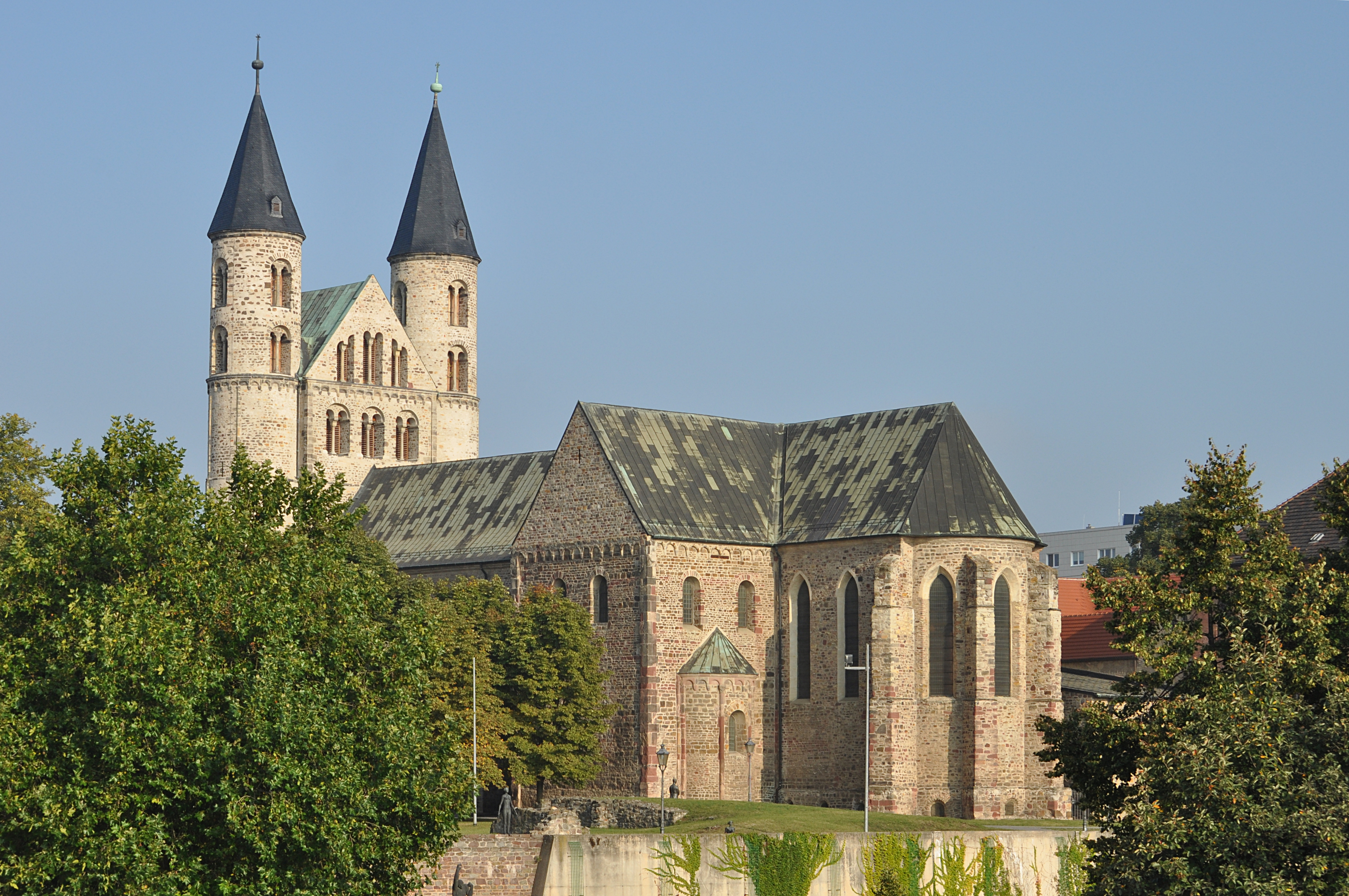
Коллегиальная церковь Девы Марии (Магдебург)
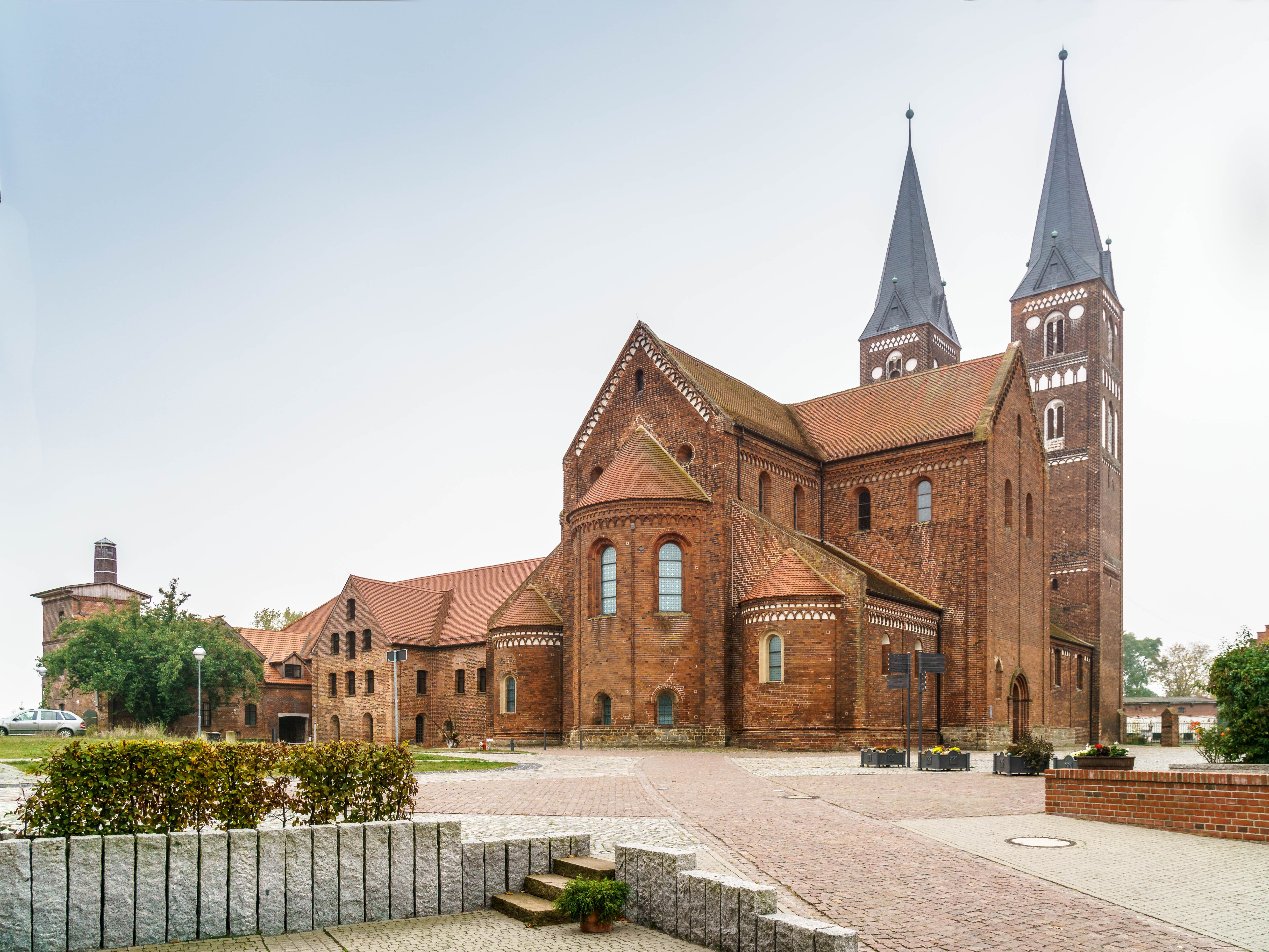
Монастырь Йерихов
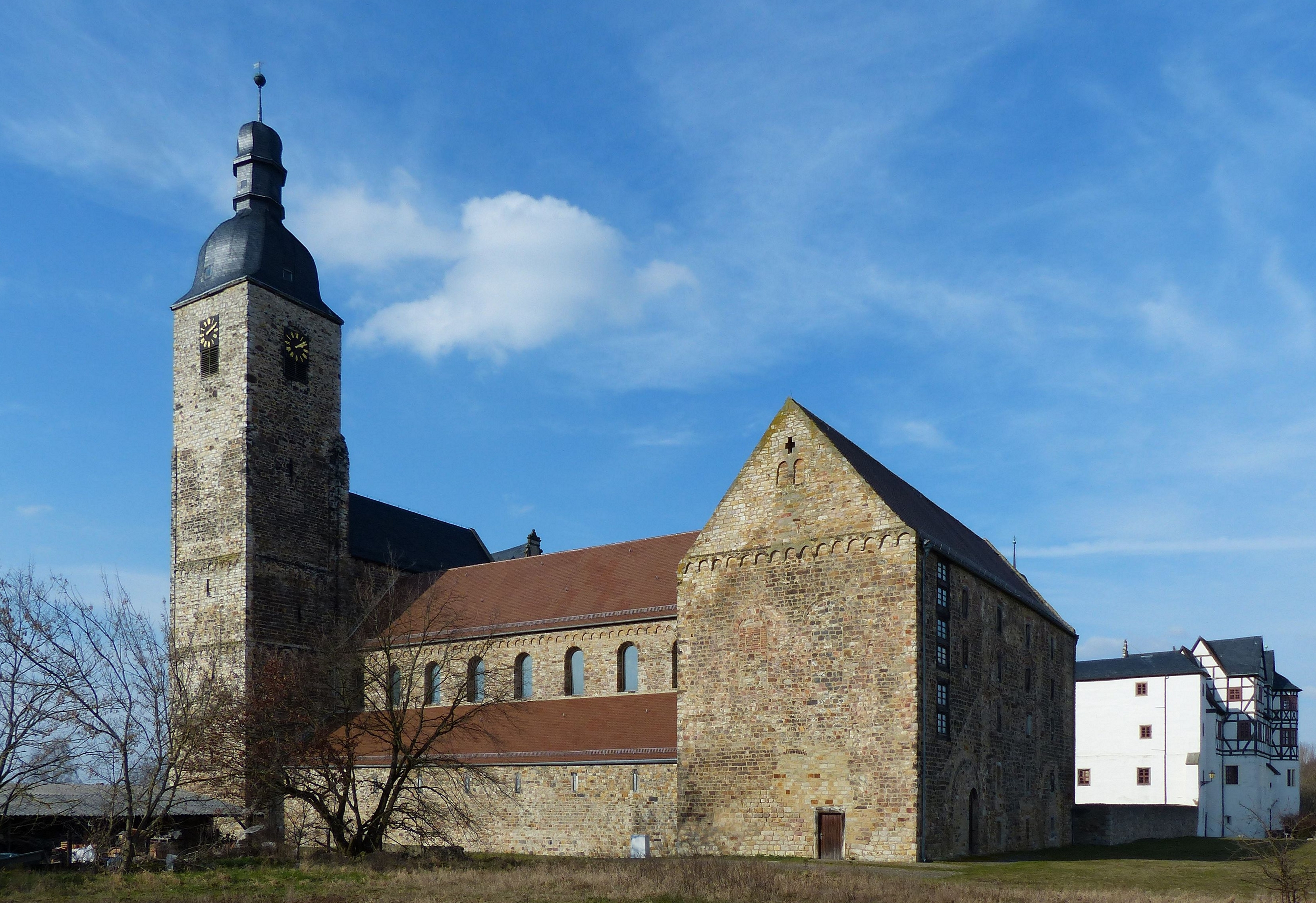
Монастырская церковь (Лейцкау)
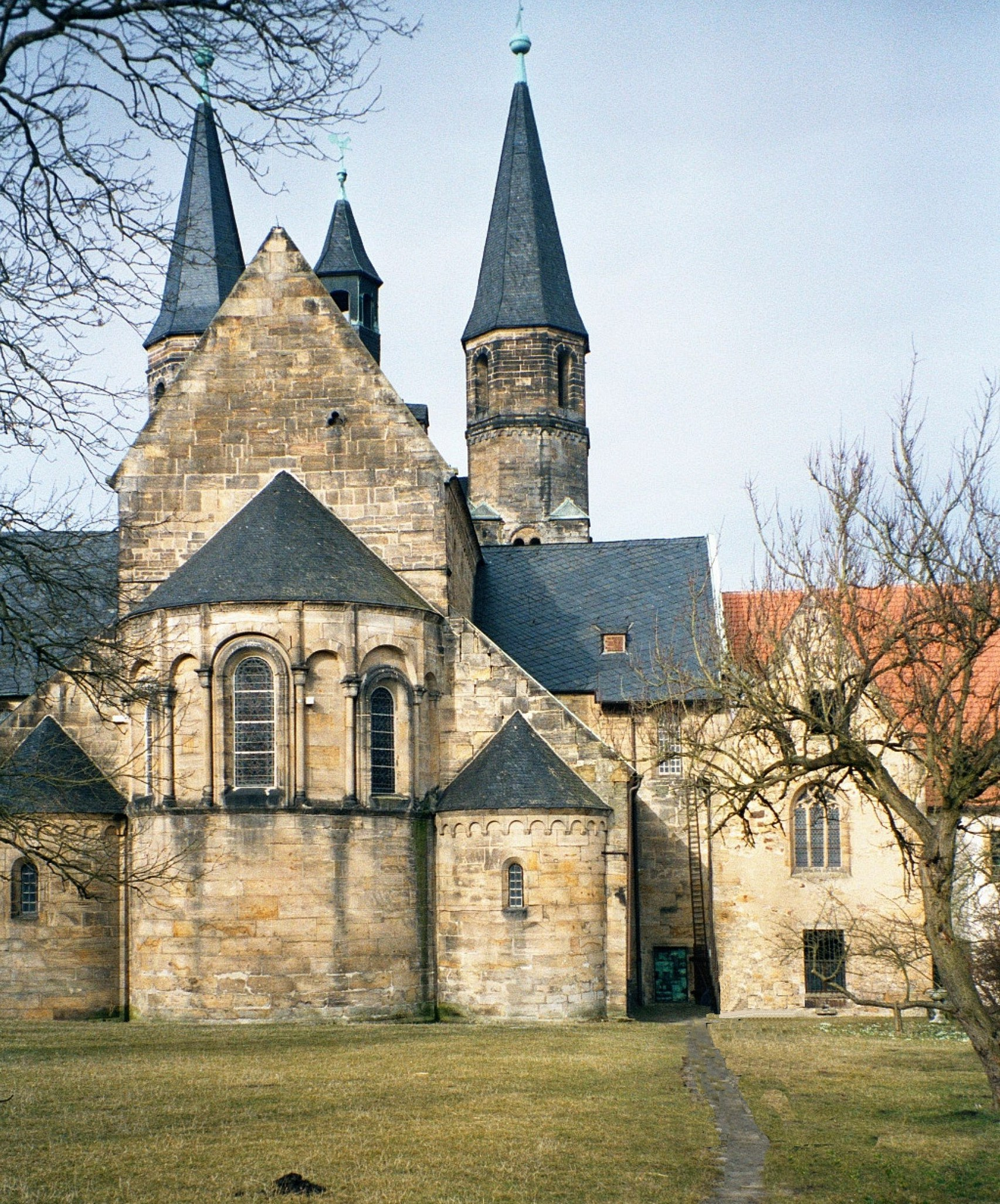
Монастырь Хамерслебен
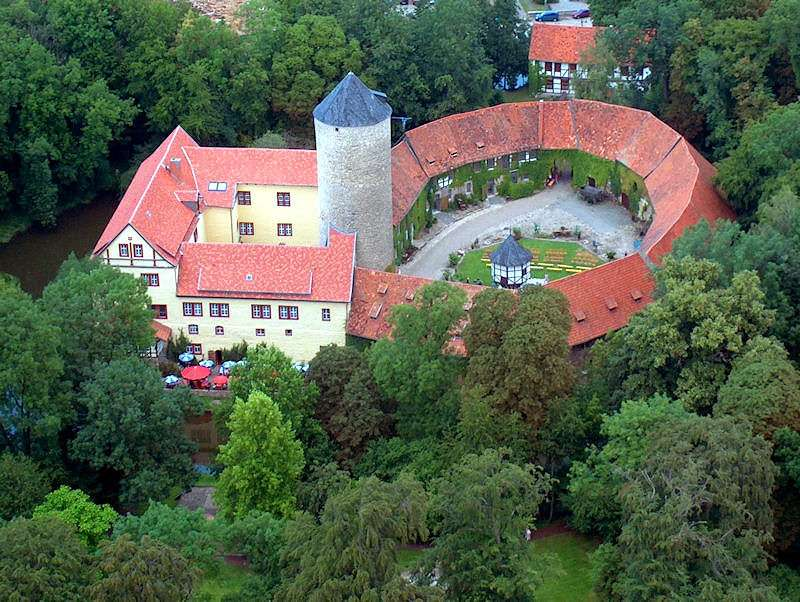
Замок Вестербург
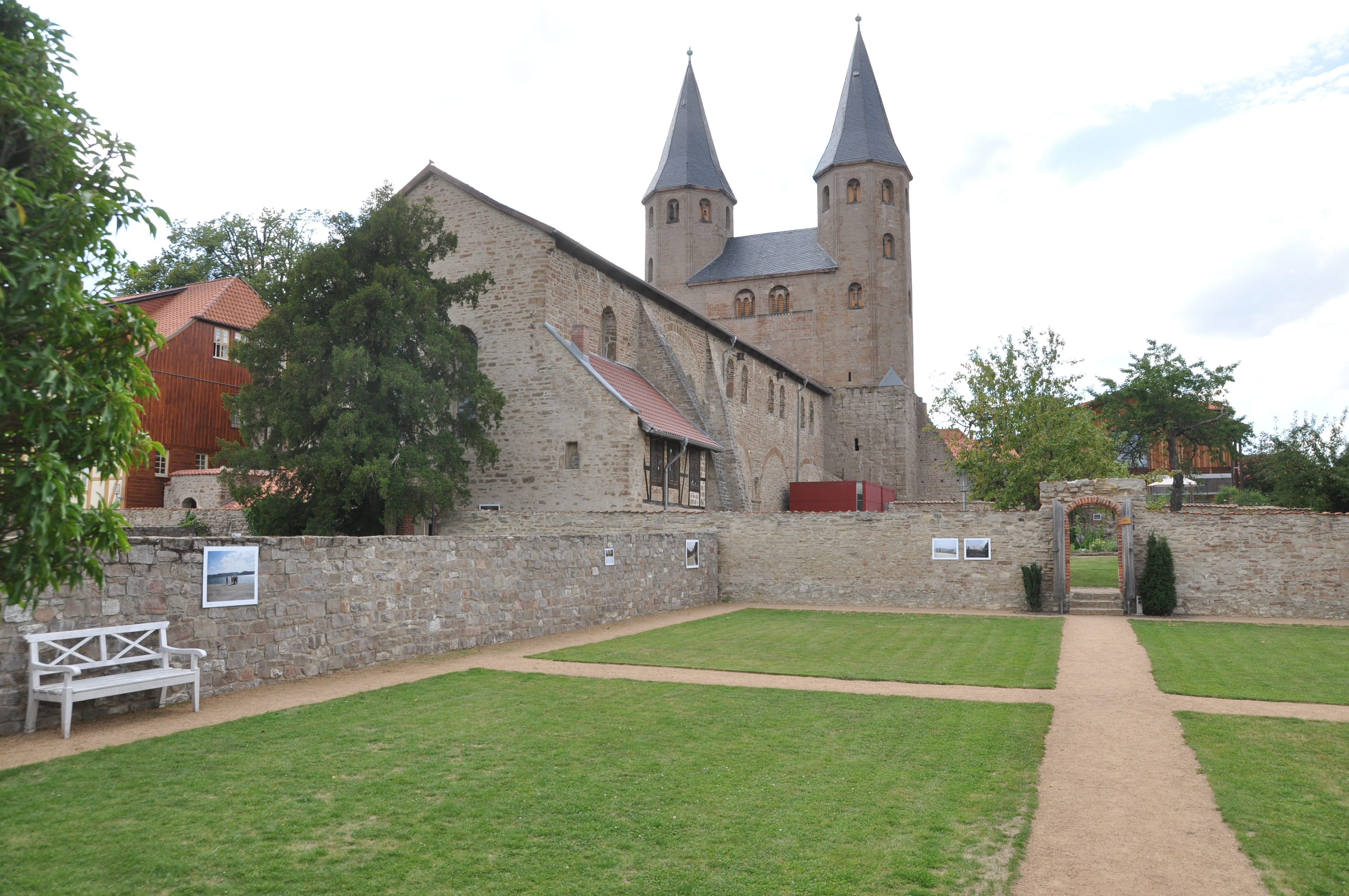
Аббатство Дрюбек (Ильзенбург)
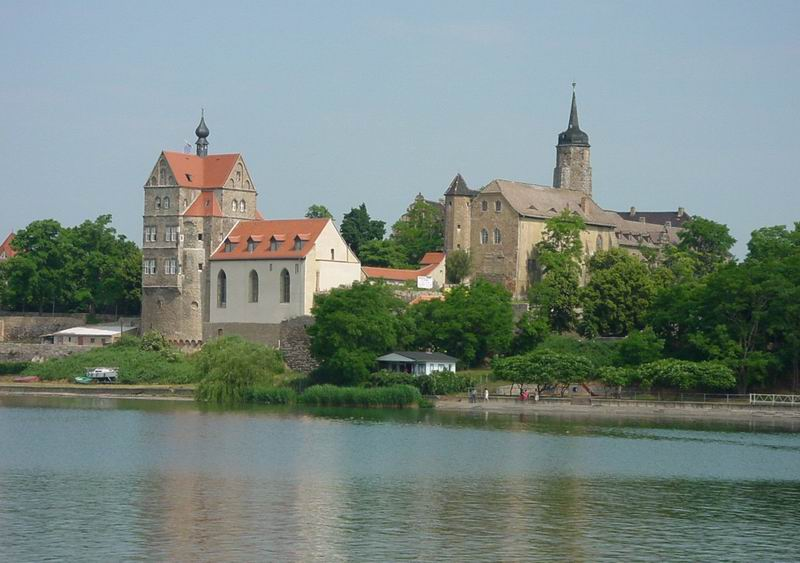
Замок Зеебург
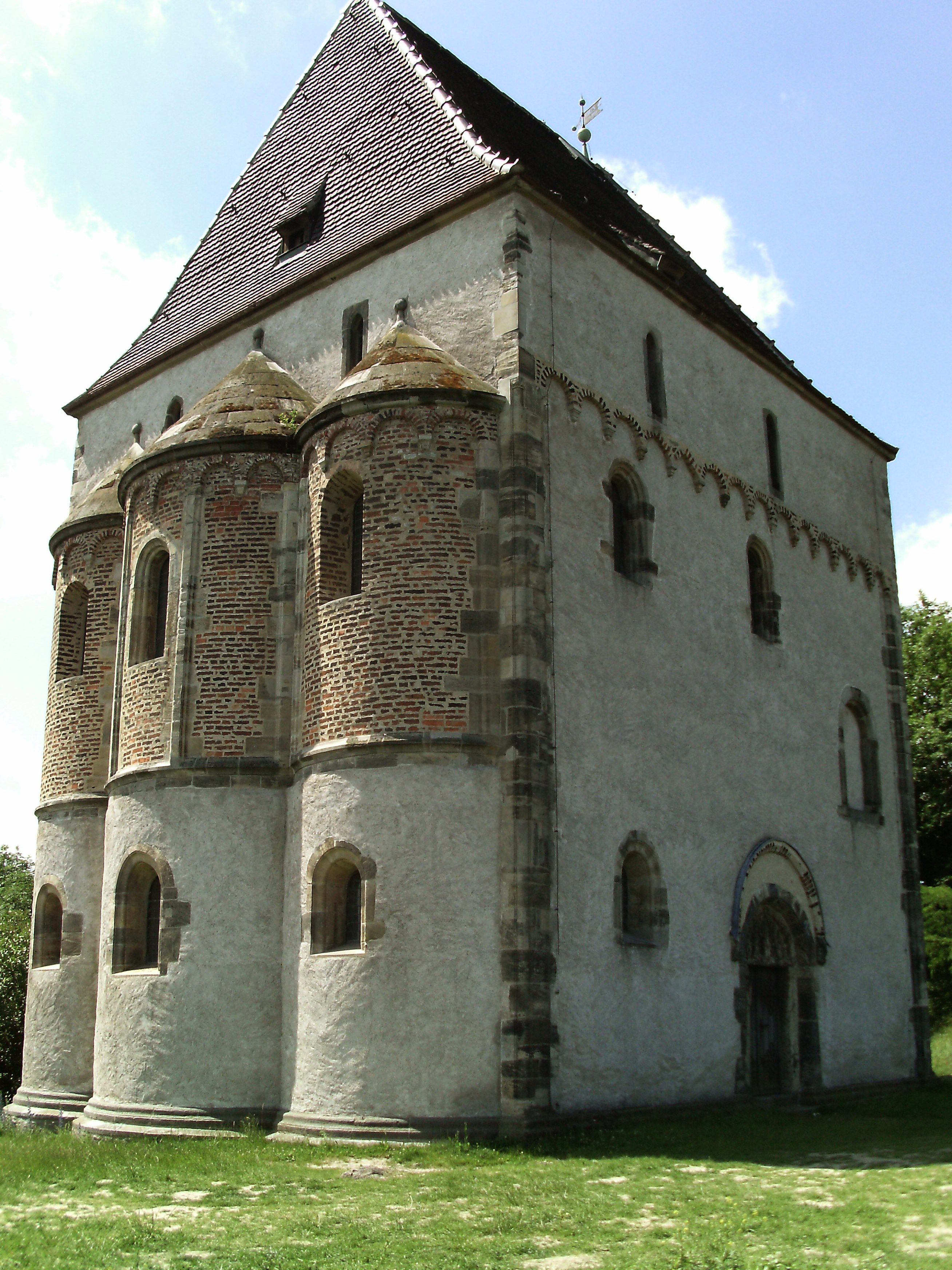
Капелла св. Круция (Ландсберг)